# Chemin de Régordane
Le chemin de Régordane, dit encore chemin de Saint-Gilles, aujourd'hui GR 700, est le tronçon cévenol de la route qui reliait l’Île-de-France au Bas Languedoc et à la mer Méditerranée avant que la vallée du Rhône ne s'ouvre, politiquement parlant, vers le XIVe siècle. Il coupe par le col de Villefort entre le mont Lozère à l'ouest et le Mas de l'Aire à l'est.
Son essor se situe vers 843, date où le traité de Verdun divise en trois l'Empire carolingien. Le chemin de Régordane devient alors l’itinéraire le plus oriental du royaume conduisant au port de Saint-Gilles. C’est d’ailleurs au cours du IXe siècle que Portes choisit saint Gilles comme patron, en souvenir d’un miracle que celui-ci aurait fait en y passant. Plus tard il devint un chemin de pèlerinage menant à Saint-Gilles, principal port vers Rome et la Terre sainte. On s'y pressait si nombreux que 124 changeurs de monnaies trouvaient à exercer leur métier. Aucune autre ville d'Europe ne possédait autant de changeurs. La fondation du port d'Aigues-Mortes ouvert directement sur la mer ruina l'économie de Saint-Gilles.

## Toponymie
Le nom Régordane se retrouve sous une multitude d'anciennes formes :
- itinere publico regordane,
- iter publicum regordane,
- strata publica de regordane,
- carreriera publica regordane,
- grand camy de regordane,
- caminus Regordane,
- camin regourdan (Mistral),
- et Via Régordia (XVIIIe siècle, forme contestée).

L'étymologie du terme Régordane renvoie au latin gurg- ou à l'occitan gorg, "gorge, gouffre, précipice". 
Aucune certitude n'existe réellement sur la terminologie précise, certains en effet avancent une autre hypothèse, "Regordane" viendrait du mot utilisé en occitan pour désigner "regor" un agneau né hors période agnielage, c'est-à-dire durant "l'estive" et qui utiliserait ce chemin  pour en descendre, il y aurait donc un rapport avec  les transhumances et les "drailles" lieu de passage obligé pour les troupeaux.
On retrouve l'utilisation de ce mot à Sommières ville médiévale à la limite du Gard et de l'Hérault, pour désigner des petits ensembles fonciers à usage de jardins formant dépendances d'immeubles urbains à hauteur de leur 3ème étage avec accès unique par lesdits immeubles au niveau de leur rez de chaussée, ces parcelles occupant une bonne partie des immeubles côté Nord de  la rue de la Taillade sous le château médiéval, aucun rapport apparent ici avec les ovins mais pas plus avec les gorge ou gouffre.
L'appellation (Chemin de Regordane) désignait au départ la partie la plus âpre du chemin, à l'aspect encaissé et sauvage, celle qui va de la vallée supérieure de l'Allier jusqu'aux hautes vallées des affluents du Rhône ; puis elle a fini par désigner le chemin tout entier, du Puy à Alès ou Nîmes. 

Seule l'expression "chemin [de] Régordane" (ou voie, sentier) est conforme aux textes historiques. L'expression "voie Régordane", conséquence d'une romanomanie bien française, n'apparaît qu'au XVIIIe siècle dans un contexte polémique et est consacrée au XIXe siècle.
Régordane est aussi le nom d'une contrée (provincia de Regordana, entre Alès, Pradelles et Largentière), et de l'axe de liaison stratégique et économique qu'elle a constitué entre la Méditerranée et l'intérieur des terres.
La plus ancienne mention date de 1052 , dans le Testament d'Alderade, seigneur d'Anduze: «ecclesia que est cons-tracta in honorem sancti Egidii, in sylvaque vocatur Regudana, ad Portas ».
traduit: «L'église qui a été construite en l'honneur de Saint Gilles, se trouve dans une forêt appelée Regudana, à Portes».

## Historique

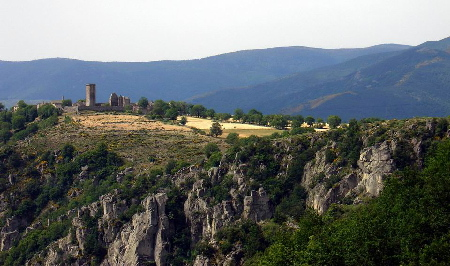
La Garde-Guérin.

Du XIIe siècle au XIIIe siècle, des conditions climatiques clémentes favorisent les productions agricoles et l'économie. Les villes s'agrandissent. L'amélioration des routes facilite les échanges : le chemin de Régordane est aménagé, on bâtit des ponts, on pave dans les passages difficiles et les côtes. Comme le trafic augmente, les péages deviennent d’un excellent rapport et on se les arrache par la ruse et par la guerre. Le Charroi de Nîmes, chanson de geste du cycle de Guillaume d'Orange, ainsi que les Versions françaises de la légende de Julien l'Hospitalier, pèlerin de Saint-Gilles établi passeur au bord du Gardon, témoignent du rôle joué par cet itinéraire.
Mais le traité de 1308 repousse les frontières jusqu’au Rhône. C’est alors la fin de l'âge d’or du chemin, les voyageurs préférant le sillon rhodanien. Par ailleurs, le climat devient plus froid et humide, la production agricole s'en ressent. Les populations moins bien nourries résistent mal aux épidémies. La population diminue. Le commerce est interrompu. Le chemin de Régordane qui n'est plus nécessaire n'est plus entretenu.
Le réformateur des eaux et forêts de la grande maîtrise de Toulouse Louis de Froidour, parcourut la voie antique pendant le mois de novembre 1668, parti de Montpellier, il atteint Brioude, faisant étape à Quissac, Vézénobres, Alès, Génolhac, Villefort, Raschas, Pradelles et Le Puy. Un projet de réparation l'ancien chemin lancé par un marchand, et un charpentier du roi, visant à rétablir le commerce sur l'ancien chemin — « afin de détourner par voie de terre le trafic qui, par la voie fluviale du Rhône, se faisait avec lenteur, danger et grands frais de péages » — est à l'origine de cette initiative: pays âpre et rude, chemin difficile, impossible pour le moindre charroi, le projet ne rencontre pas d'écho favorable ; le trajet le plus dangereux est relevé entre Alès et La Garde-Guérin. Les « Rigourdiers » ou « Regordans », muletiers transporteurs, entre autres du vin du Midi sont mentionnés dans le rapport.
Le chemin connaît un regain d'intérêt au XVIIIe siècle « car le roi aura grand intérêt à faire réparer ce chemin pour mener de l'artillerie dans un pays où la façon de penser n'est pas conforme à l'opinion générale. »[réf. souhaitée]

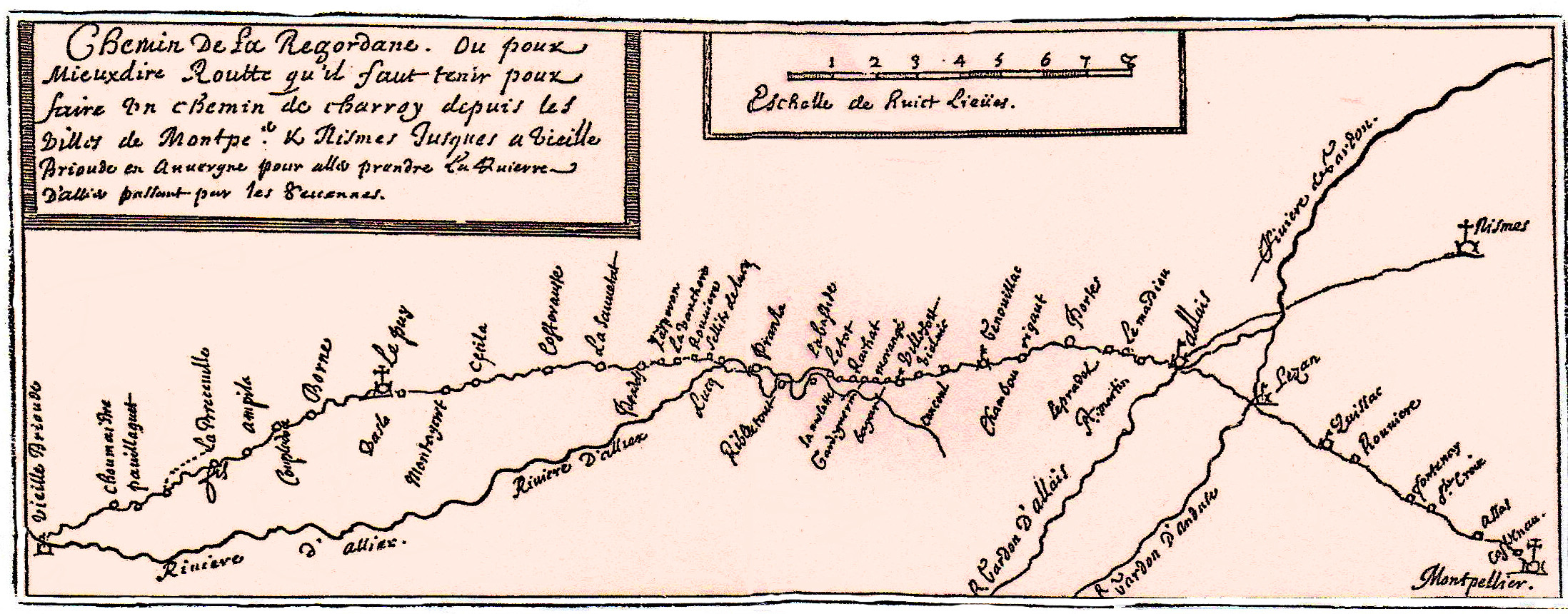
Chemin de la Régordane ou pour mieux dire route qu'il faut tenir pour faire le chemin de charroy depuis les villes de Montpellier et Nisme jusqu'à Vieille-Brioude, carte de 1668.

Par ailleurs, les progrès réalisés dans les chariots (avant-train tournant au XVIIe siècle, etc.) et l'amélioration de la taille des tractionneurs rendent les transports plus faciles. La circulation reprend. La route est taillée dans le schiste que l'on recouvre de tout-venant.
Au XIXe siècle on construit une route nouvelle (alors N 106) en cherchant à réduire les pentes par allongement des distances : il  a alors 650 virages entre Pradelles et Alès. L'ancienne route abandonnée est encore utilisée par les agriculteurs mais le revêtement emporté par les orages et le ruissellement ne protège plus le schiste dans lequel les roues des charrettes creusent des ornières auxquelles certains attribuent une antiquité qu'elles n'ont pas.

## La voie moderne

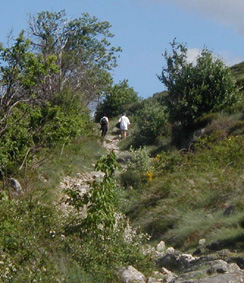
Le GR700 entre La Garde-Guérin et Villefort.

Aujourd’hui, le train de la ligne des Cévennes suit de près cette route ancienne ainsi que la partie gardoise de la route D 906. Les pèlerins et les randonneurs ont aujourd'hui remplacé les marchands et le chemin de Régordane est devenu le GR 700, balisé du Puy-en-Velay à Saint Gilles. Mais le GR 700 ne reproduit pas fidèlement l'itinéraire historique. Par exemple entre Pradelles et Luc, le chemin de Regordane passe par Lespéron et Celler-du-Luc en laissant Langogne à l'écart.

### Randonnée
Le chemin de la Régordane ou chemin de Saint Gilles passe par la Haute-Loire (40 km), l'Ardèche, la Lozère (60 km) et le Gard (142 km).
Il traverse le Massif central (le plateau du Velay et les Cévennes) sur 242 km en passant par Vals-près-le-Puy (Haute-Loire), Tarreyres (commune de Cussac-sur-Loire), Bizac (commune de Brignon), Costaros (Haute-Loire), Landos, Pradelles, Lespéron (Ardèche), Cellier-du-Luc, Luc (Lozère), La Bastide-Puylaurent, Le Thort (commune de La Bastide-Puylaurent), La Molette (commune de Prévenchères), le Rachas (commune de Prévenchères), La Garde-Guérin, Villefort, Saint-André-Capcèze, Vielvic (Le Plagnol, commune de Ponteils ), Concoules (Gard), Génolhac, Pont-de-Rastel, Chamborigaud, Portes (Gard), Le Pradel (commune de Laval-Pradel), Le Mas-Dieu, Saint-Martin-de-Valgalgues, Alès, Saint-Hilaire-de-Brethmas, Vézénobres, Ners, Boucoiran-et-Nozières, La Calmette, Nîmes, Garons et Saint-Gilles-du-Gard.
Le GR 700 ouvert en 2007 ne reproduit pas fidèlement le tracé historique du chemin de Régordane. Après La Calmette il traverse le Gardon à Sainte-Anastasie et passe par Saint-Chaptes, Moussac et Cruviers-Lascours avant de retrouver Ners. Le GR 700 ne se confond avec l'itinéraire historique que du Puy à Tarreyres, à la Sauvetat, et de Laveyrune à Portes. Il s'écarte de l'itinéraire historique par des choix non justifiés